# Südwestfunk
Der Südwestfunk (SWF) war von 1946 bis 1998 die Landesrundfunkanstalt des Landes Rheinland-Pfalz sowie des südlichen Baden-Württembergs. Er entstand in der französischen Besatzungszone. Die Grenze zum Sendegebiet des Süddeutschen Rundfunks (SDR) in Baden-Württemberg verlief entlang der ehemaligen Grenzlinie der Länder Baden sowie Württemberg-Hohenzollern im Süden zu Württemberg-Baden im Norden des Landes.
Hauptsitz des Südwestfunks war Baden-Baden, Landesstudios bestanden in Freiburg, Tübingen und Mainz. 1998 fusionierte der SWF mit dem SDR zum Südwestrundfunk (SWR).

## Geschichte

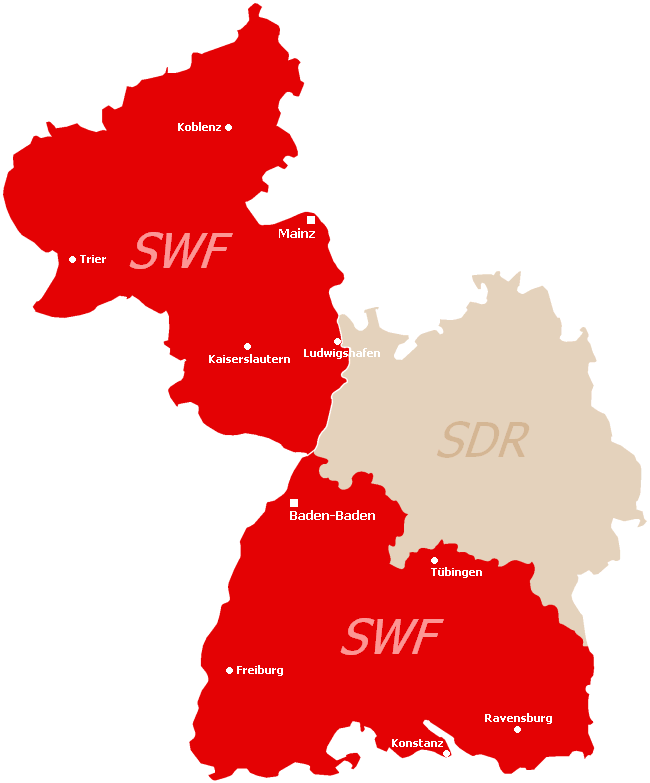
Sendegebiet des Südwestfunks 1946–1998 …

… bis auf Lindau, das Saarland und West-Berlin identisch mit der französischen Besatzungszone

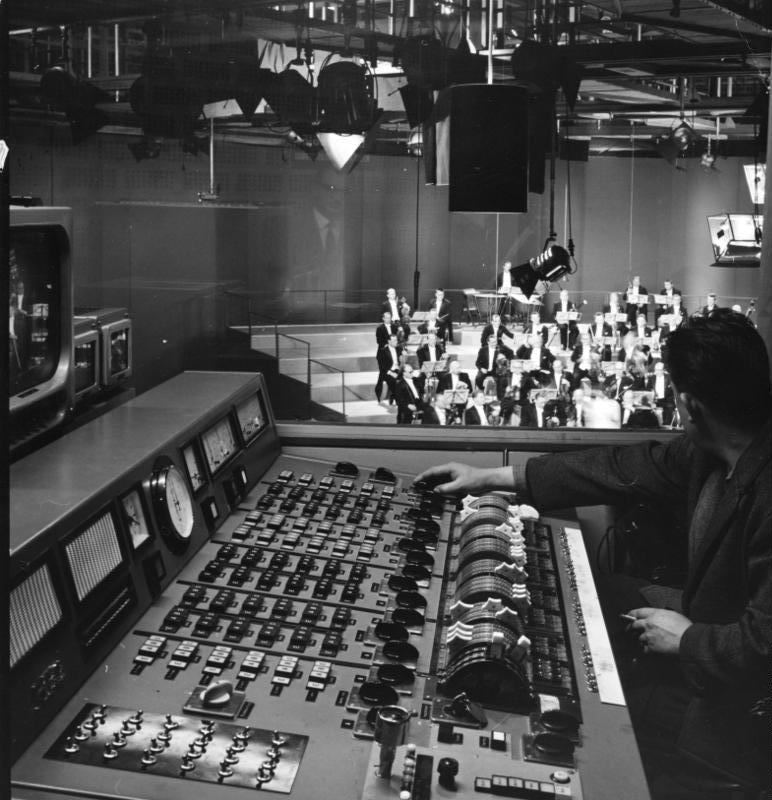
Aufzeichnung mit dem Sinfonieorchester des Südwestfunks im Ernst-Becker-Fernsehstudio Baden-Baden 1964

Älteres Logo (um 1970)

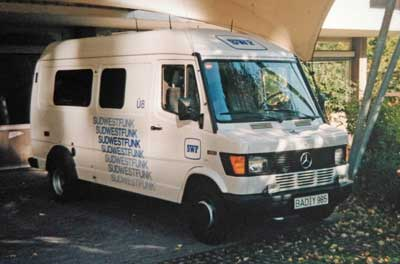
Ü-Wagen des SWF Hörfunks (1990)

### Organisationsgeschichte
Bis 1945 gab es für das spätere Sendegebiet des Südwestfunks keine eigenständige Rundfunkanstalt. Das Gebiet gehörte zum Einzugsbereich der Sendegesellschaften bzw. Reichssender in Frankfurt am Main, Stuttgart und Saarbrücken.
Unter französischer Besatzungshoheit wurden im Herbst 1945 zunächst die Sender Radio Koblenz und Radio Freiburg in Betrieb genommen. In Baden-Baden wurde das in unmittelbarer Nähe des Sitzes der Direction de l'Information gelegene Hotel „Kaiserin Elisabeth“ beschlagnahmt und als Funkhaus des zu schaffenden zonenweiten Rundfunks vorgesehen. Dieser erhielt von seinem provisorischen Verwalter, dem Unternehmer Oscar Schneider-Hassel, im Dezember 1945 den Namen „Südwestfunk“; Friedrich Bischoff, ehemals Leiter der Schlesischen Funkstunde, wurde auf Vorschlag von Schneider-Hassel zum Intendanten berufen. Am 31. März 1946 ging der Südwestfunk über die Mittelwellensender Koblenz und Freiburg sowie einen mobilen Kurzwellensender in Baden-Baden auf Sendung (zur Sonderzone Saarland siehe SR). Im Juli schloss sich der Mittelwellensender Kaiserslautern an, im November 1946 der Mittelwellensender Sigmaringen. Am 30. Oktober 1948 wurde der Südwestfunk als Anstalt des öffentlichen Rechts konstituiert und so zur Landesrundfunkanstalt für Baden, Rheinland-Pfalz und Württemberg-Hohenzollern.
Bei Bildung des Landes Baden-Württemberg wurde der SWF 1952 auf staatsvertragliche Grundlage gestellt und blieb zuständig für dessen südlichen Landesteil. Baden-Württemberg war somit für viele Jahre das einzige Bundesland, das zwei öffentlich-rechtliche Landesrundfunkanstalten hatte (SDR und SWF).
Am 31. Mai 1997 unterzeichneten die Ministerpräsidenten von Baden-Württemberg und Rheinland-Pfalz den Staatsvertrag über die Gründung der Zwei-Länder-Anstalt Südwestrundfunk (SWR). Anfang 1998 fusionierten SWF und SDR formal zum SWR, im Laufe der nächsten Monate konstituierten sich Rundfunk- und Verwaltungsrat, im März erfolgte die Intendantenwahl. Ab 30. August gingen die Programme unter neuer Bezeichnung auf Sendung. Das Programmangebot blieb jedoch weitgehend erhalten. Im dritten Fernsehprogramm hatte schon zuvor, seit seiner Gründung 1969, eine enge Kooperation von SWF, SDR und Saarländischem Rundfunk bestanden, so war ein Gemeinschaftsprogramm mit einzelnen Regionalsendungen ausgestrahlt worden. Auch im Hörfunk wurde seit Schaffung der zweiten Programme ab 1953 ein Gemeinschaftsprogramm mit wechselnder Zuständigkeit veranstaltet, in dem nur geringe Sendezeiten von SWF und SDR parallel bedient wurden. Andere Hörfunkprogramme sind seit der Fusion von SWF und SDR in Landesprogramme geteilt, etwa in SWR1 Rheinland-Pfalz und SWR1 Baden-Württemberg.
Am 1. Oktober wurden SDR und SWF endgültig aufgelöst, Rechte und Pflichten gingen auf den SWR über.
Die Gründe für die Verschmelzung waren hauptsächlich finanzieller Natur, durch die Straffung der Organisationsstrukturen und die Reduzierung des Verwaltungsapparates wurden beachtliche Mittel frei. Aufgrund der sich wandelnden demografischen Situation waren die Gebühreneinnahmen des Südwestfunks immer mehr zurückgegangen, während der SDR mit seinen durch Zuzug gekennzeichneten Ballungsräumen finanziell gut ausgestattet war.
Zum inoffiziellen Verbreitungsgebiet zählte der SWF auch den Raum Köln und das Saarland, die von seinen Sendern erreicht und die im Wetterbericht stets eigens erwähnt wurden (so wurde am Ende der Nachrichten regelmäßig „der Wetterbericht für Baden-Württemberg, Rheinland-Pfalz, das Saarland und die Kölner Bucht“ verlesen).

### Programmgeschichte
Der SWF strahlte bis 1951 nur ein Hörfunkprogramm aus (später als SWF1 bezeichnet). Dann nahm das 2. Hörfunkprogramm SWF2 über UKW seinen Sendebetrieb auf. Von 1949 bis 1958 baute der Journalist Wilhelm Sandfuchs den Kirchenfunk des SWF auf.
Am 3. August 1964 folgte über UKW zunächst als „Gastarbeiterprogramm“ das 3. Hörfunkprogramm, das in den 1970er-Jahren zur Musik- und Servicewelle SWF3 ausgebaut und weiterentwickelt wurde.
Am 5. April 1969 begann der SWF zusammen mit dem Süddeutschen Rundfunk (SDR) und dem Saarländischen Rundfunk (SR) für die Bundesländer Baden-Württemberg, Rheinland-Pfalz und für das Saarland das Dritte Fernsehprogramm Südwest 3. Das Programm wurde Zug um Zug zum Vollprogramm ausgebaut, seit 1971 gibt es tägliche Sendungen.
In der Austastlücke dieses Programms startete der SWF 1984 sein regionales Videotext-Angebot unter der Bezeichnung SWF-Text, das später mit dem gleichzeitig gestarteten Südfunk-Text zum Südwest-Text zusammengeführt wurde (Text-Produktionsstandort ist heute das Landesfunkhaus in Mainz).
Am 1. Januar 1991 wurde das 2. Hörfunkprogramm SWF2 mit SDR 2, dem 2. Hörfunkprogramm des Süddeutschen Rundfunks, zum neuen Kulturkanal S2 Kultur verschmolzen. Zur gleichen Zeit nahm das ebenfalls gemeinsam mit dem SDR veranstaltete 4. Hörfunkprogramm S4 Baden-Württemberg seinen Sendebetrieb auf. Als Pendant zu diesem 4. Hörfunkprogramm für Baden-Württemberg startete der SWF am 1. Dezember 1991 sein Landesprogramm SWF4 Rheinland-Pfalz.
Am 17. Mai 1997 ging das gemeinsam mit dem SDR produzierte Jugendmultimedium DASDING im Rahmen des DAB-Pilotprojekts Baden-Württemberg auf Sendung. Es handelt sich um ein digitales 24-Stunden-Angebot für Jugendliche zwischen 14 und 24 Jahren, das über UKW, DAB und ADR sowie im Internet verbreitet wird. DASDING verbindet die Medien Hörfunk, Fernsehen und Internet zu einem neuartigen Angebot.
Nach der Gründung des Südwestrundfunks sendeten alle Programme des SWF noch bis zum Ende August 1998. Am 30. August 1998 nahmen die Programme des Südwestrundfunks ihren Sendebetrieb auf. SWF1 ging in SWR1 Baden-Württemberg bzw. SWR1 Rheinland-Pfalz auf, S2 Kultur wurde in SWR2 umbenannt, SWF3 ging in SWR3 auf, S4 Baden-Württemberg wurde in SWR4 Baden-Württemberg und SWF4 Rheinland-Pfalz wurde in SWR4 Rheinland-Pfalz überführt. Das Jugendprogramm DASDING wird vom SWR weitergeführt.
Das „Dritte“ Fernsehprogramm Südwest 3 wurde in die beiden Programme Südwest BW und Südwest RP (später Südwest Fernsehen und heute SWR Fernsehen) überführt.

### Intendanten
- 1946–1965: Friedrich Bischoff
- 1965–1977: Helmut Hammerschmidt
- 1977–1993: Willibald Hilf
- 1993–1998: Peter Voß – danach weiter bis 2007 Intendant des SWR

### Pausenzeichen
Als Pausenzeichen verwendete der Südwestfunk seit dem 31. März 1946 die Anfangstakte des Terzetts Bald prangt, den Morgen zu verkünden aus dem Finale des zweiten Aktes von Wolfgang Amadeus Mozarts Die Zauberflöte. Es wurde anfangs von der Hauspianistin Maria Bergmann live gespielt. SWF3 verwendete später auch eine mit einem E-Bass intonierte Variante als Audiologo. Im Laufe der Verwendung war es in unterschiedlichen Variationen zu hören, wurde aber später durch Jingles abgelöst.

## Programme

### Fernsehen
In Zusammenarbeit mit anderen Rundfunkanstalten lieferte der SWF Sendungen und Beiträge für folgende Fernsehprogramme:
- Das Erste – Erstes Deutsches Fernsehen (Gemeinschaftsprogramm der ARD)
- Südwest 3 (ab 1969) – Drittes Fernsehprogramm für Baden-Württemberg, Rheinland-Pfalz und das Saarland (Kooperation mit SDR und SR)
- 3sat (ab 1984) – Kulturkanal von ARD, ZDF, ORF und SRG
- ARTE (ab 1992) – deutsch-französischer Kulturkanal
- KiKA (ab 1997) – Kinderkanal von ARD und ZDF
- Phoenix (ab 1997) – gemeinsamer Ereigniskanal der ARD-Anstalten und des ZDF

### Hörfunk
- SWF1 – Vollprogramm mit Information, Schlagern und Popmusik, nach der Einführung von S4/SWF4 wurde die Musikfarbe auf Oldies und Soft-Pop umgestellt.
- S2 Kultur – Kulturradio (Kooperation mit dem SDR)
- SWF3 – Popwelle
- S4 Baden-Württemberg – regionalisiertes Programm für Baden-Württemberg mit Schlagern und leichter Musik (Kooperation mit dem SDR)
- SWF4 Rheinland-Pfalz – regionalisiertes Programm für Rheinland-Pfalz mit Schlagern und leichter Musik
- DASDING – Jugendprogramm, damals noch im Aufbau begriffen (Kooperation mit dem SDR)

## Sendeanlagen

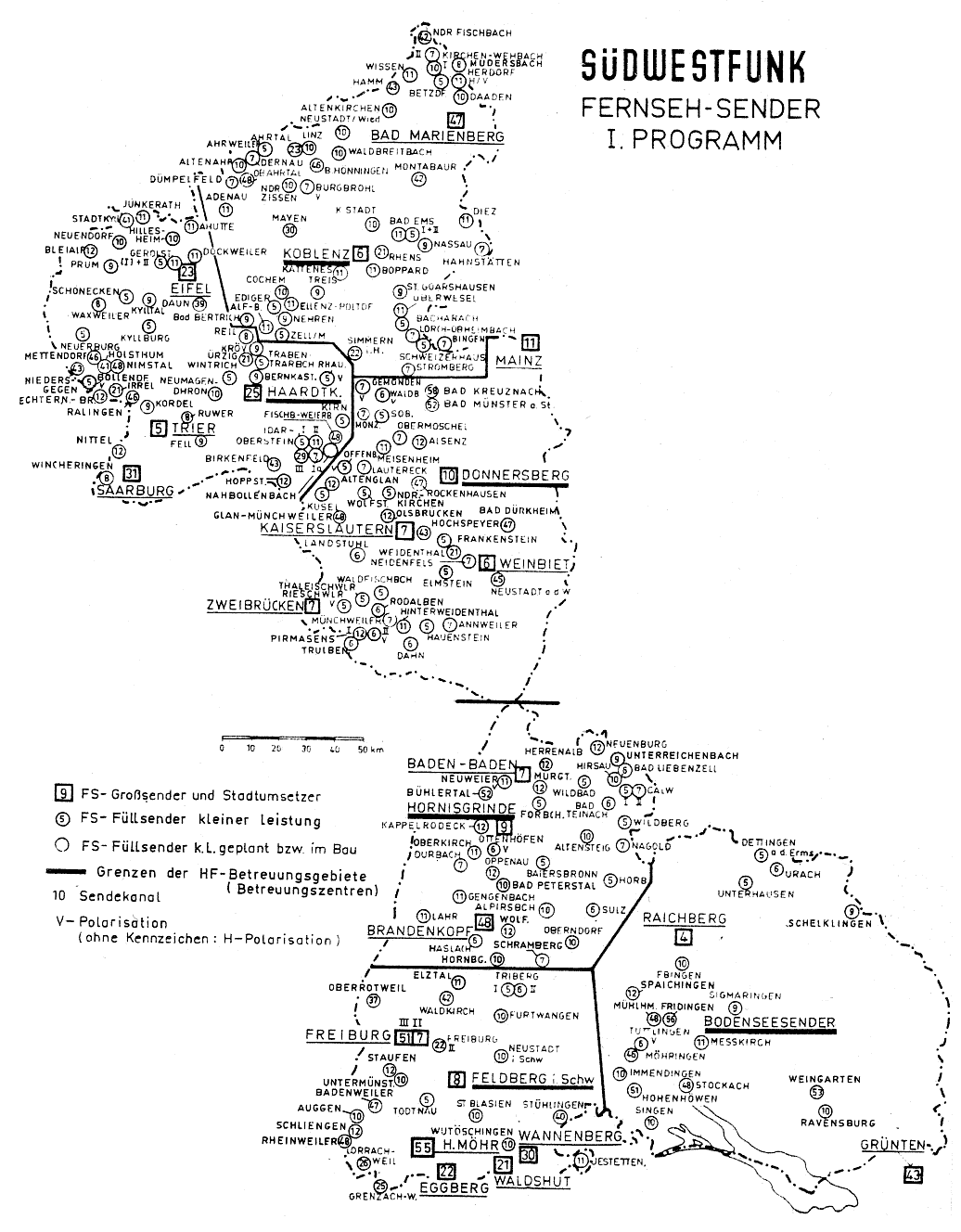
SWF-Sendernetz für das erste Fernsehprogramm im Jahr 1969

Zur Ausstrahlung seiner Hörfunkprogramme und des ersten Fernsehprogramms der ARD verfügte der SWF zuletzt über folgende Grundnetzsender. Daneben nutzte der SWF die Sendeanlagen Bad Marienberg, Bornberg und Blauen der Deutschen Telekom sowie den Standort Grünten des Bayerischen Rundfunks. Bis auf den Bodenseesender werden alle Senderstandorte vom SWR weiterbetrieben.
- Bodenseesender für Mittelwelle (bis 2012) und Kurzwelle (bis 2004)
- Rheinsender für Mittelwelle (bis 2012) und UKW-Hörfunk
- Sender Donnersberg für UKW-Hörfunk und Fernsehen
- Sender Eifel für UKW-Hörfunk und Fernsehen
- Sender Feldberg für UKW-Hörfunk und Fernsehen
- Sender Freiburg-Lehen für Mittelwelle (bis 2012) und UKW-Hörfunk
- Sender Haardtkopf für UKW-Hörfunk und Fernsehen
- Sender Hornisgrinde für UKW-Hörfunk und Fernsehen
- Sender Kettrichhof für UKW-Hörfunk
- Sender Koblenz (Dieblich-Naßheck) für UKW-Hörfunk und Fernsehen
- Sender Linz am Rhein für UKW-Hörfunk
- Sender Raichberg für UKW-Hörfunk und Fernsehen
- Sender Saarburg für UKW-Hörfunk und Fernsehen
- Sender Waldburg für UKW-Hörfunk
- Sender Weinbiet für UKW-Hörfunk
- Sender Witthoh für UKW-Hörfunk